# Peltodytes bradleyi
Peltodytes bradleyi är en skalbaggsart som beskrevs av Young 1961. Peltodytes bradleyi ingår i släktet Peltodytes och familjen vattentrampare. Inga underarter finns listade i Catalogue of Life.